# Urban Wild
Urban Wild era un programma televisivo italiano, in onda su Italia 1 dal lunedì al venerdì alle 16:20, a partire dal 7 aprile 2014, con la conduzione da Federico Costantini.
L'obiettivo della trasmissione, prodotta dalla Zodiak Active per RTI, era mostrare situazioni di vita quotidiana nelle città, non solo italiane, l'avventura che è possibile trovare dietro l'angolo.
Il programma, la cui messa in onda era prevista fino al mese di giugno, è stato sospeso in anticipo a seguito del modesto interesse di pubblico, con ascolti assoluti intorno ai 350.000 telespettatori per uno share inferiore al 5%.